# Segelfartygens tid

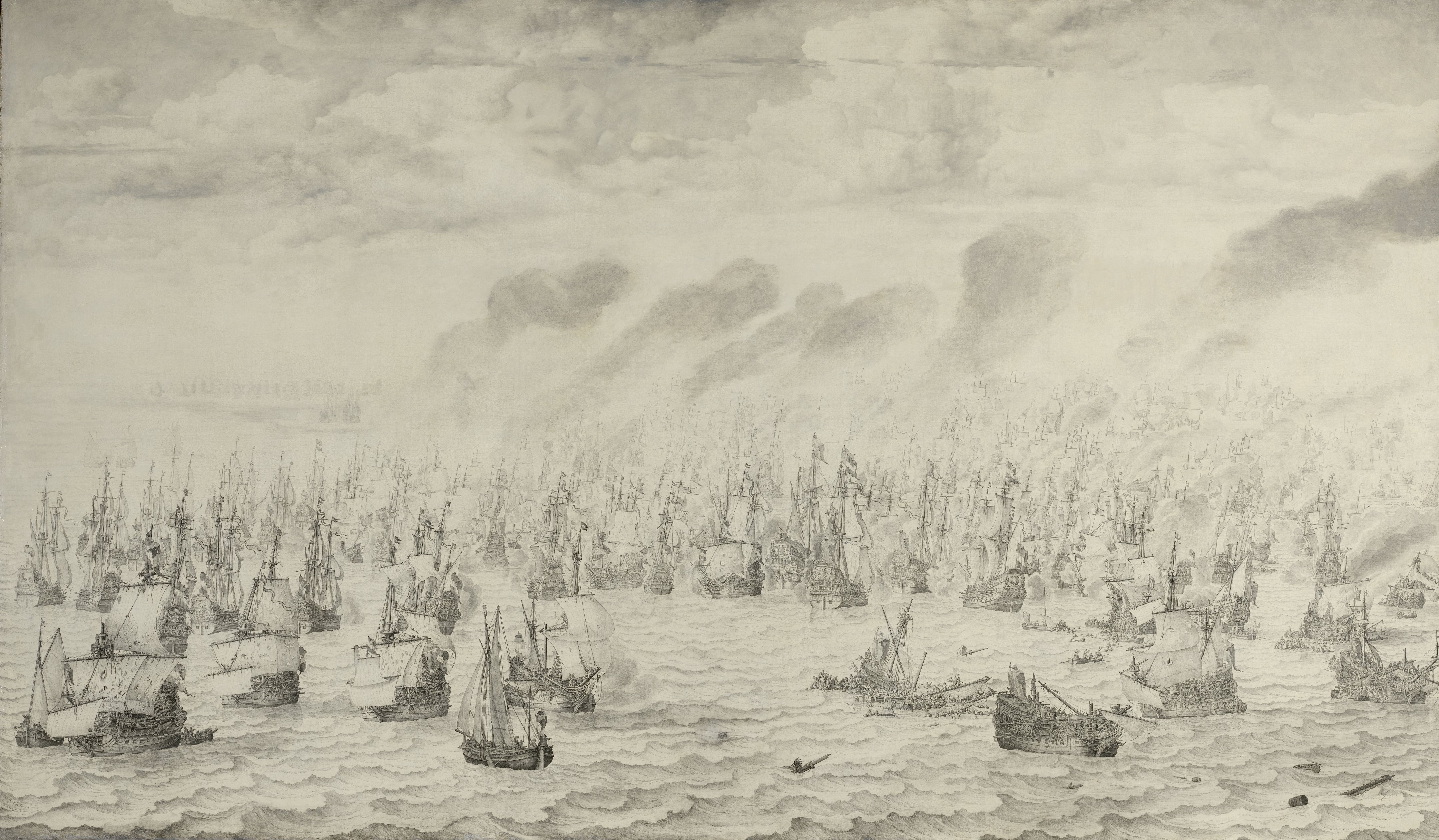
Slaget vid Terheide (1657) av Willem van de Velde den äldre, skildrar ett sjöslag mellan Nederländerna och England.

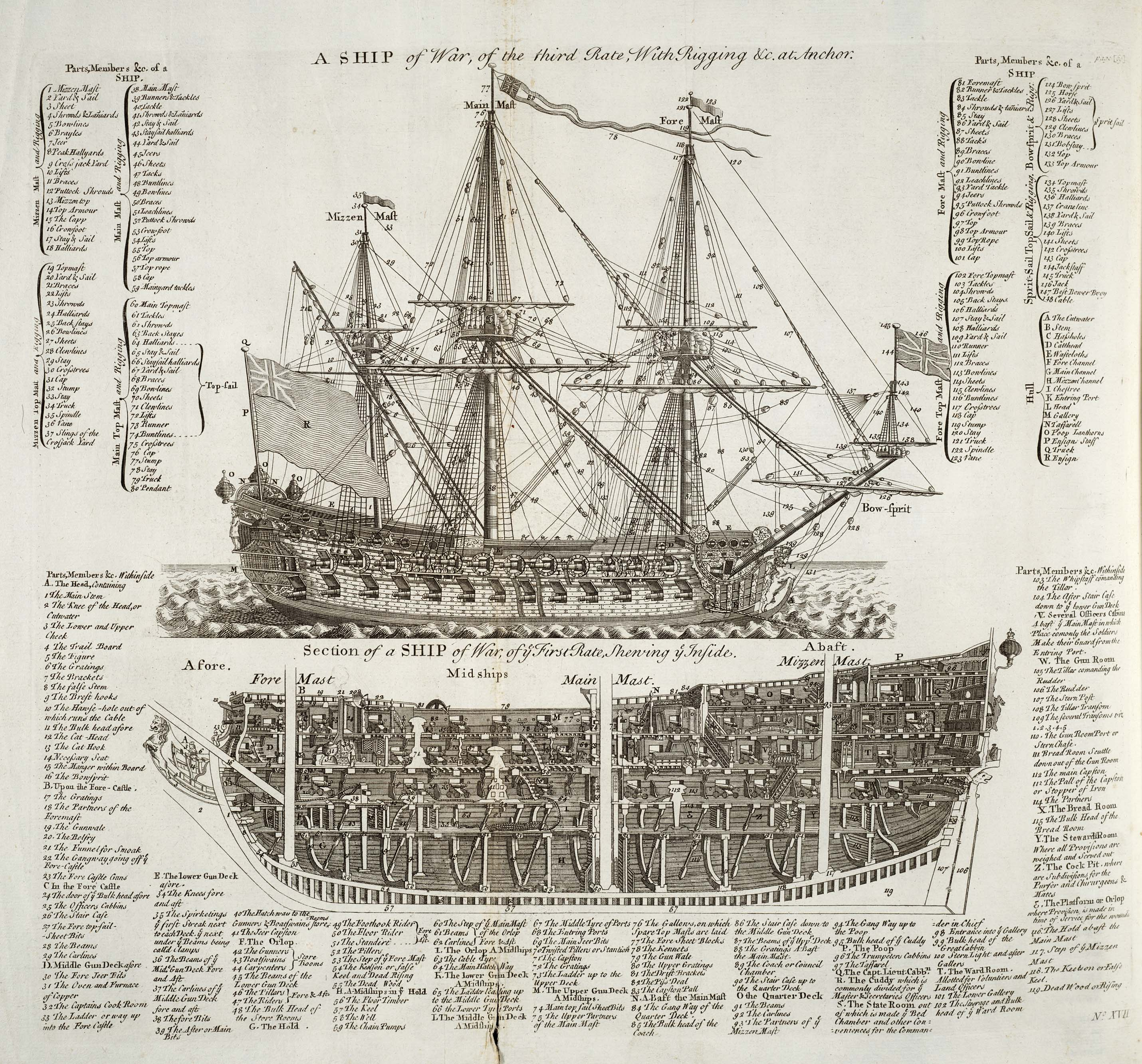
Krigsskepp, Cyclopaedia, 1728, Vol 2.

Segelfartygens tid var en period inom internationell handel och sjökrigföring som dominerades av segelfartyg, och varade ungefär från 1500-talets slut till mitten av 1800-talet. Detta är en viktig period under vilken råsegelskepp förde europeiska bosättare till många andra platser i världen, under en av de största migrationsvågorna någonsin i historien.
Precis som många andra historiska epoker är definitionen inte exakt, men brukar beskrivas som tiden mellan slaget vid Lepanto 1571, det sista stora användandet av galärer med åror, till slaget vid Hampton Roads 1862, där ångdrivna pansarklädda CSS Virginia förstörde segelfartygen USS Cumberland och USS Congress, och ångmaskinen gjorde segeln föråldrade i krig.
Segelfartygen fortsatte dock delvis av ekonomiska skäl användas för att transportera last på långa färder fram till 1920-talet. De krävde inte bränsle, och var mindre beroende av stöd från land. Dock hade ångfartygen ett hastighetsövertag och klarade sig lättare i motvind, och behövde därmed inte följa passadvindarna. Därför kunde ett ångdrivet fartyg nå främmande hamn dubbelt så snabbt som ett segelfartyg. Detta gjorde att segelfartyg allt mindre användes, och försvann snart alltmer från den internationella handeln. I dag används de bara ekonomiskt för mindre fiske längs kusterna, samt på fritiden vid yachting och passagerarutflykter.

## Segelfartygens guldålder
I Europa räknas "Segelfartygens guldålder" som den period under 1800-talet då effektiviteten och användandet av kommersiella segelfartyg kulminerade. (klipperskepp, tall ship, med mera), strax före ångbåtarna alltmer började dominera handeln.[källa behövs] Andra menar att perioden omfattar klipperskeppens epok, och andra talar om åren mellan 1850 och början av 1900-talet då segelfartygen kulminerade i storlek och mångfald. Man talar också om "sjöröveriets guldålder", vilket omfattar perioden mellan 1690 och 1725 med berömda pirater som Edward Teach (Blackbeard) och  Bartholomew Roberts angrep handelsfartyg och ibland även blockerade hamnar på båda sidor av Atlanten.
I USA brukar Segelfartygens guldålder räknas som perioden mellan 1812 års krig och amerikanska inbördeskriget, eller mer exakt mellan 1830 och 1880,, en tid då segelfartygen alltmer började använda ångmotorer.

### Fotnoter
1. ↑  ”The Age of Sai” (på engelska). HMS trincomalee. Arkiverad från originalet den 16 mars 2016. https://web.archive.org/web/20160316114603/http://www.hms-trincomalee.co.uk/history/the-age-of-sail. Läst 12 april 2016.
2. ↑  Maritime Museum of the Atlantic, "Sailing Ship Rigs" Arkiverad 28 december 2010 hämtat från the Wayback Machine.
3. ↑  David Cordingly, Under the Black Flag: The Romance and the Reality of Life Among the Pirates, (Harvest Books, 1995), pp.xvi-xvii
4. ↑  nautarch.tamu.edu
5. ↑  museum.gov.ns.ca Arkiverad 15 maj 2013 hämtat från the Wayback Machine.
6. ↑  ncdcr.gov Arkiverad 21 juli 2011 hämtat från the Wayback Machine.